# Air Arabia Maroc
A  Air Arabia Maroc é uma companhia aérea do Marrocos de propriedade da Air Arabia.

## Frota

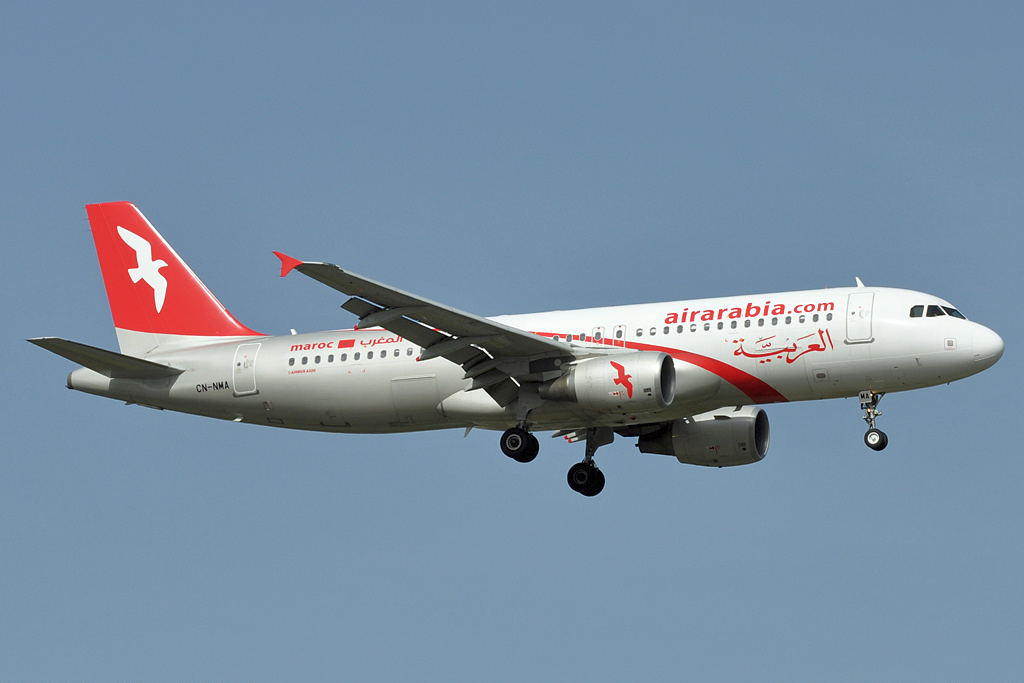
Airbus A320 da Air Arabia Maroc.

- Airbus A320: 7